# Primera División de Macedonia del Norte 2023-24
La Primera División de Macedonia del Norte 2023-24 fue la edición número 32 de la Primera División de Macedonia. La temporada comenzó el 6 de agosto de 2023 y terminó el 19 de mayo de 2024.
El F. C. Struga es el vigente campeón tras ganar la temporada pasada la primera liga de su historia.

## Sistema de competición
Los 12 equipos participantes jugaron entre sí todos contra todos tres veces totalizando 33 partidos cada uno, al término de la jornada 33 el primer clasificado se coronó campeón y obtuvo un cupo para la Primera ronda de la Liga de Campeones 2024-25, mientras que el segundo consiguió un cupo para la Primera ronda de la Liga Europa Conferencia 2024-25; por otro lado los dos últimos clasificados descendieron a la Segunda División 2024-25 y el clasificado en 10ª posición jugará unos play-off de descenso.
Un segundo cupo para la Primera ronda de la Liga Europa Conferencia 2024-25 será asignado al campeón de la Copa de Macedonia.

## Ascensos y descensos
| Pos. | de la Primera División de Macedonia 2022-23 |
| ---- | ------------------------------------------- |
| 10.º | Skopje                                      |
| 11.º | Pobeda                                      |

| Pos. | de la Segunda Liga de Macedonia 2022-23 |
| ---- | --------------------------------------- |
| 1.º  | Voska Sport                             |
| 2.º  | Gostivar                                |
| 3.º  | Vardar                                  |

## Equipos participantes
| Equipo           | Ciudad    | Estadio                   | Capacidad |
| ---------------- | --------- | ------------------------- | --------- |
| Akademija Pandev | Strumica  | Stadion Blagoj Istatov    | 9.200     |
| Bregalnica       | Štip      | Gradski stadion Štip      | 4.000     |
| Gostivar         | Gostivar  | City Stadium Gostivar     | 2.500     |
| Makedonija GP    | Skopie    | Estadio Gorče Petrov      | 3.000     |
| Rabotnički       | Skopie    | Toše Proeski Arena        | 33.011    |
| Shkëndija        | Tetovo    | Ecolog Arena              | 15.000    |
| Shkupi           | Skopie    | Čair Stadium              | 6.000     |
| Sileks Kratovo   | Kratovo   | Gradski Stadion Kratovo   | 6.000     |
| Struga           | Struga    | Gradska Plaža Stadium     | 2.500     |
| Tikvesh          | Kavadarci | Gradski Stadion Kavadarci | 7.500     |
| Vardar           | Skopie    | Toše Proeski Arena        | 33.011    |
| Voska Sport      | Ohrid     | SRC Biljanini Izvori      | 4.500     |

## Tabla de posiciones
| Pos. | Equipo            | Pts. | PJ | G  | E  | P  | GF | GC | Dif. | Clasificación o descenso                                          |
| ---- | ----------------- | ---- | -- | -- | -- | -- | -- | -- | ---- | ----------------------------------------------------------------- |
| 1    | Struga (C)        | 64   | 33 | 20 | 4  | 9  | 56 | 33 | +23  | Primera fase clasificatoria de la Liga de Campeones 2024-25       |
| 2    | Shkëndija         | 64   | 33 | 18 | 10 | 5  | 55 | 27 | +28  | Primera fase clasificatoria de la Liga Europa Conferencia 2024-25 |
| 3    | Shkupi            | 62   | 33 | 17 | 11 | 5  | 42 | 23 | +19  |                                                                   |
| 4    | Tikvesh           | 44   | 33 | 12 | 8  | 13 | 41 | 40 | +1   | Primera fase clasificatoria de la Liga Europa Conferencia 2024-25 |
| 5    | Sileks Kratovo    | 43   | 33 | 10 | 13 | 10 | 36 | 40 | −4   |                                                                   |
| 6    | Akademija Pandev  | 42   | 33 | 11 | 9  | 13 | 33 | 32 | +1   |                                                                   |
| 7    | Voska Sport       | 42   | 33 | 10 | 12 | 11 | 37 | 41 | −4   |                                                                   |
| 8    | Rabotnički        | 42   | 33 | 12 | 6  | 15 | 29 | 34 | −5   |                                                                   |
| 9    | Gostivar          | 42   | 33 | 9  | 15 | 9  | 32 | 38 | −6   |                                                                   |
| 10   | Vardar (O)        | 37   | 33 | 10 | 7  | 16 | 28 | 42 | −14  | Promoción de descenso                                             |
| 11   | Makedonija GP (D) | 29   | 33 | 8  | 5  | 20 | 29 | 44 | −15  | Descenso a Segunda Liga de Macedonia 2024-25                      |
| 12   | Bregalnica (D)    | 28   | 33 | 6  | 10 | 17 | 27 | 50 | −23  | Descenso a Segunda Liga de Macedonia 2024-25                      |

Actualizado a los partidos jugados el 18 de mayo de 2024.
 Fuente: Soccerway
Criterios de clasificación: Puntos · Puntos directos · Diferencia de gol · Goles marcados · Diferencia de gol directa · Goles de visita directos (solo si hay 2 equipos) · Goles marcados directos · Empates · Play-off. (Nota: Los criterios 2, 3 y 8 solo se usan si no deciden al campeón, competiciones UEFA or descenso).
Notas:
1. ↑  El Tikvesh se clasificó a la Primera fase clasificatoria de la Liga Europa Conferencia 2024-25 como campeón de la Copa de Macedonia del Norte 2023-24

## Máximos goleadores
Actualizado el 19 de mayo de 2024.
| Pos. | Jugador            | Club        | Goles |
| ---- | ------------------ | ----------- | ----- |
| 1    | Aleksa Marušić     | Voska Sport | 16    |
| 2    | Marjan Radeski     | Struga      | 15    |
| 2    | Besart Ibraimi     | Struga      | 15    |
| 4    | Olanrewaju Kehinde | Gostivar    | 12    |
| 5    | Almir Aganspahić   | Shkëndija   | 11    |

## Play-off de descenso
| 26 de mayo de 2024 | Vardar                      | 2:0     | Detonit Plachkovica | Stadion Blagoj Istatov, Strumica |  |
| 17:00              | Djuric 42' · Šušnjara 45+1' | Reporte |                     |                                  |  |